# روجيه بيم
روجيه بيم (بالفرنسية: Roger Behm)‏ (25 مارس 1929 – 30 نوفمبر 2005) هو ملاكم لوكسمبورغي راحل، مثّل بلاده في الألعاب الأولمبية الصيفية 1948.

## روابط خارجية
روجيه بيم على موقع بوكس ريك (الإنجليزية) (registration required)
- روجيه بيم على موقع أوليمبيديا (الإنجليزية)